# Mikolajice
Mikolajice település Csehországban, a Opavai járásban. Mikolajice Melč, Štáblovice, Lhotka u Litultovic és Dolní Životice településekkel határos. Lakosainak száma 302 fő (2024. január 1.).

## Népesség
A település lakosságának változását az alábbi diagram mutatja:
| Lakosok száma | 399  | 403  | 366  | 265  | 246  | 257  | 286  | 280  | 265  | 302  |
|               | 1869 | 1900 | 1921 | 1961 | 1980 | 2011 | 2016 | 2019 | 2021 | 2024 |